# 1354

Пізнє Середньовіччя •  Реконкіста •  Ганза •  Авіньйонський полон пап •  Монгольська імперія •  Столітня війна

## Геополітична ситуація

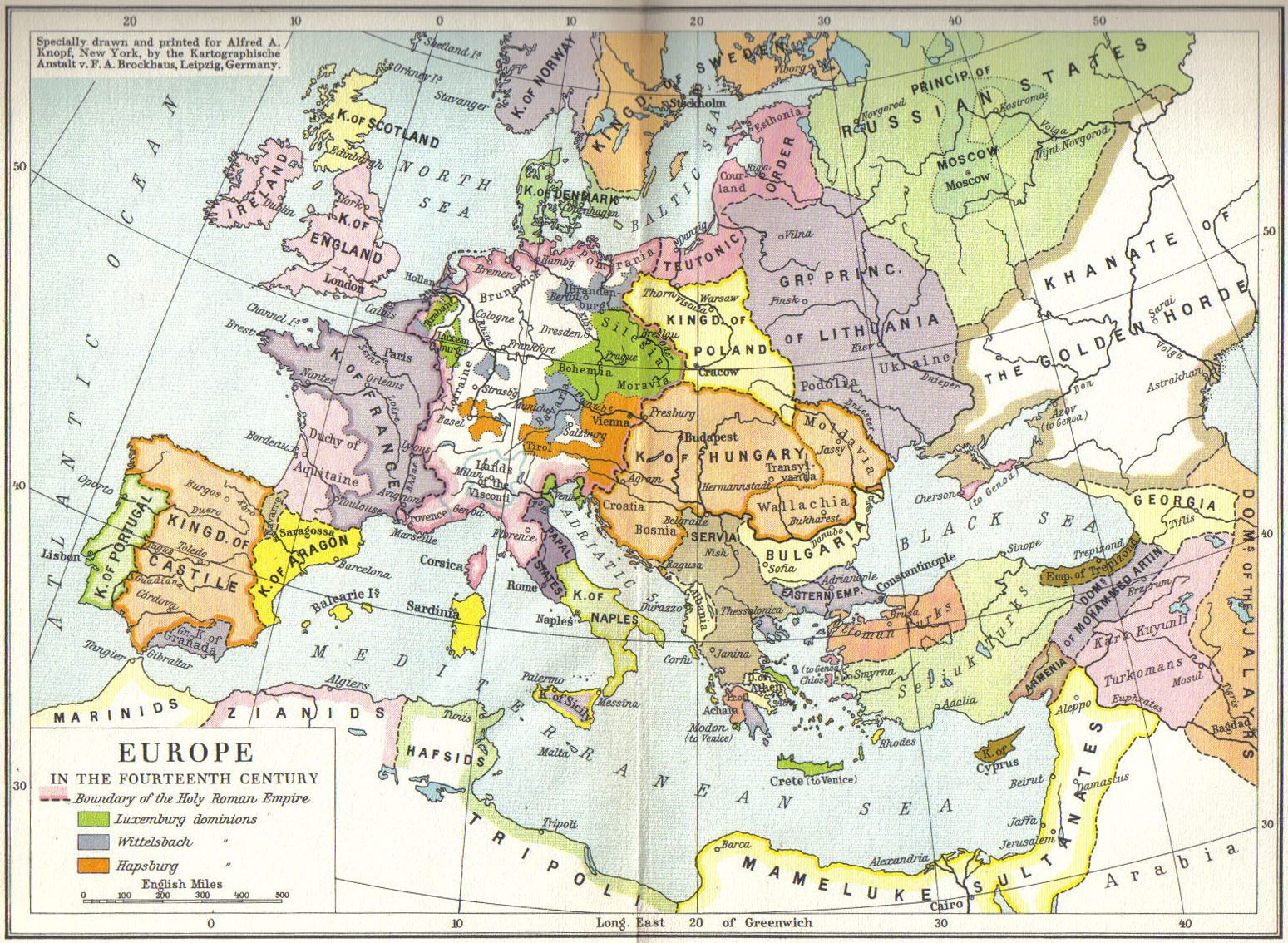
Європа близько 1354 року

Імператором Візантії став Іоанн V Палеолог (до 1376). Карл IV Люксембург має титул короля Німеччини. У Франції править Іоанн II Добрий (до 1364).
Апеннінський півострів розділений: північ належить Священній Римській імперії, середню частину займає Папська область, південь належить Неаполітанському королівству. Деякі міста півночі: Венеція, Піза, Генуя тощо, мають статус міст-республік. Триває боротьба гвельфів та гібелінів.
Майже весь Піренейський півострів займають християнські Кастилія і Леон, де править Педро I (до 1366), Арагонське королівство та Португалія, під владою маврів залишилися тільки землі на самому півдні. Едуард III королює в Англії (до 1377), Магнус Ерікссон є королем Швеції (до 1364), а його син Гокон VI — Норвегії (до 1380), королем Польщі — Казимир III (до 1370). У Литвіі княжить Ольгерд (до 1377).
Руські землі перебувають під владою Золотої Орди. Триває війна за галицько-волинську спадщину між Польщею та Литвою. Польський король Казимир III захопив Галичину, литовський князь Ольгерд — Волинь.
У Києві править князь Федір Іванович. Ярлик на володимирське князівство має московський князь Іван II Красний (до 1359).
Монгольська імперія займає більшу частину Азії, але вона розділена на окремі улуси, що воюють між собою. У Китаї, зокрема, править монгольська династія Юань. У Єгипті владу утримують мамлюки. Мариніди правлять у Магрибі. Делійський султанат є наймогутнішою державою Індії. В Японії триває період Муроматі.
Цивілізація мая переживає посткласичний період. Почали зароджуватися цивілізація ацтеків та інків.

## Події
- Митрополитом Київським з осідком у Москві став Олексій Бяконт.
- Створення Десятиграддя (Декаполя), союзу 10 вільних міст Ельзасу.
- Папа римський Іннокентій VI звільнив Кола ді Рієнцо і послав його в Рим, де народний трибун отримав титул сенатора. Однак незабаром ді Рієнцо вбив розлючений натовп.
- Король Німеччини Карл IV Люксембург вирушив у похід до Рима, щоб коронуватися імператором.
- Генуезці завдали поразки венеційському флоту в битві біля Порто-Лонго.
- Візантійський імператор Іоанн VI Кантакузин зробив співімператором свого сина Матвія. Однак незабаром Іоанну Кантакузину довелося зректися трону, і вся влада перейшла до Іоанна V Палеолога.
- Турки захопили Галліполі та Дидимотику в європейській частині Візантійської імперії.

## Померли
- У Чжень, китайський художник часів династії Юань.